# Балтрунас Валеріонас Стасевич
Валеріонас Стасевич Балтрунас (нар. 25 грудня 1940, село Вайнішкяй, тепер Купишкіського району Паневежиського повіту, Литва) — литовський радянський державний діяч, дипломат, секретар ЦК КП Литви, 1-й секретар ЦК ЛКСМ Литви. Депутат Верховної ради Литовської РСР 9—11-го скликань. 

## Життєпис
У 1964 році закінчив Каунаський державний медичний інститут.
Член КПРС з 1964 року.
З 1964 року працював стажером та асистентом Каунаського державного медичного інституту.
До 1966 року служив у Радянській армії.
У 1966—1971 роках — 1-й секретар Каунаського міського комітету ЛКСМ Литви.
Закінчив Ленінградську вищу партійну школу.
У 1971—1973 роках — завідувач сектору відділу науки та навчальних закладів ЦК КП Литви.
У вересні 1973 — лютому 1982 року — 1-й секретар ЦК ЛКСМ Литви.
У лютому 1982 — лютому 1989 року — завідувач відділу науки та навчальних закладів ЦК КП Литви.
21 лютого — 21 грудня 1989 року — секретар ЦК КП Литви з ідеології.
18 березня 1991 — 22 квітня 1992 року — надзвичайний і повноважний посол СРСР (Російської Федерації) в Нігері.
У 1992—1997 роках — заступник директора консульського департаменту Міністерства закордонних справ Російської Федерації.
2 червня 1997 — 15 серпня 2001 року — надзвичайний і повноважний посол Російської Федерації в Сенегалі і Гамбії (за сумісництвом).
З 2001 року —  на пенсії, живе у Вільнюсі.

## Дипломатичний ранг
- Надзвичайний і повноважний посол 2 класу (18.03.1991)
- Надзвичайний та повноважний посол 1 класу (30.12.1996)

## Нагороди та відзнаки
- два ордени Трудового Червоного Прапора (1976, 1981)
- орден «Знак Пошани» (1971)
- медалі